# Cristofascismo
O termo cristofascismo, uma combinação de cristianismo e fascismo, foi criado pela teóloga alemã Dorothee Sölle, em 1970. Sölle, uma defensora da teologia da libertação, usou o termo para descrever segmentos da igreja cristã que ela caracterizou como totalitários e imperialistas.

## Origem do termo
A teóloga Dorothee Sölle descreve o fenômeno a partir da compreensão de que as relações do partido nazista com as igrejas cristãs na Alemanha contribuíram para o desenvolvimento do Terceiro Reich. Naquele contexto, os evangélicos alemães, que em sua maioria eram luteranos, pois via a República de Weimar como poder um poder irreligioso. O fenômeno continuaria a existir após a Segunda Guerra Mundial, pois líderes cristãos apoiariam supremacias, totalitarismos, políticas de intolerância e de ódio contra minorias. Isso seria viável dentro de uma concepção religiosa que despreza o profetismo que o caracteriza nos Evangelhos, além de silenciar e até zombar da atuação dele entre os pobres e marginalizados.
Segundo a teóloga Dorothee Sölle, trata-se de uma concepção de cristianismo que:
| “ | conhece a cruz apenas como um símbolo mágico do que Jesus fez por nós, não como um sinal do homem pobre que foi torturado até a morte como um criminoso político (...). Este é um Deus sem justiça, um Jesus sem uma cruz, uma Páscoa sem uma cruz – (...) uma traição aos desprezados, uma arma milagrosa a serviço dos poderosos. | ” |

Sölle se refere às práticas de religiosos cristãos que agridem verbal e fisicamente:
- mulheres que desejam ter o controle dos seus próprios corpos, classificadas como: “abortistas”; e
- cidadãos que vivem publicamente sua orientação sexual.

O cristofascismo também conquistaria fiéis pela propagação do medo, ou seja, dissemina-se a existência de supostas conspirações de bandidos, de terroristas, de comunistas, o que justificaria reações violentas "em legítima defesa".
Tom Faw Driver, professor emérito do Union Theological Seminary (Nova Iorque), expressou a preocupação de "que a adoração de Deus em Cristo não separe cristão de judeu, homem de mulher, clérigo de leigo, branco de preto ou rico de pobre". Para ele, o cristianismo está em constante perigo do cristofascismo, afirmando que "tememos o cristianismo, que vemos como a direção política de todas as tentativas de colocar o Cristo no centro da vida social e da história" e que "muito do que as Igrejas ensina sobre Cristo se transformou em algo que é ditatorial em sua essência e está preparando a sociedade para um fascismo americano".
O cristofascismo "permite aos cristãos não se importarem apenas com outras religiões, mas também com outras culturas e partidos políticos que não marchem sob a bandeira do Cristo final, normativo e vitorioso" - como Knitter descreve a visão de Sölle. Várias lideranças cristãs apoiaram o nazismo no continente americano, como Douglas Coe e Rick Warren.
Douglas John Hall, Professor de Teologia Cristã na Universidade McGill, relaciona o conceito de Cristofascismo ao Cristomonismo, que inevitavelmente termina em triunfalismo religioso e exclusividade, observando que o Cristomonismo facilmente leva ao Cristofascismo, e a violência nunca está longe de Cristomonismo militante (O cristomonismo só aceita uma pessoa divina, Jesus Cristo, em vez da Trindade).
Ele afirma que a cristologia excessivamente divinizada da cristandade é demonstrada como errada por seu "antijudaísmo quase implacável". Ele sugere que a melhor maneira de se proteger contra isso é que os cristãos não negligenciem a humanidade de Jesus Cristo em favor de sua divindade, e lembrem-se de que Jesus também era um ser humano judeu.

## No Brasil
Segundo, Fábio Py, autor de  "Pandemia cristofascista" (2020), o cristofascismo seria:
- a apropriação de uma teologia fundamentalista por um governo autoritário, que tem práticas de desprezo pelos pobres, de defesa da família idealizada cristã, de contrariedade em relação às políticas de inclusão social, em especial aquelas destinadas às minorias;
- uma forma de governança baseada no fundamentalismo que pratica o ódio aos diferentes, às minorias e aos pobres.[15]

Para Fábio Py, um exemplo de governo com elementos de cristofascismo seria o Governo Jair Bolsonaro no Brasil, que de acordo com o autor, promove uma defesa de uma concepção conservadora da família e da moral, associada a uma propaganda favorável à eliminação de seus adversários e à construção de um estado de exceção.

## Nos Estados Unidos
Segundo Chris Hedges e David Neiwert, nos Estados Unidos, as origens do cristofascismo datam da Grande Depressão, quando foram adotadas formas de fascismo com fundamentação "cristã". Nesse sentido, Hedges descreveu Gerald Burton Winrod e Gerald Lyman Kenneth Smith como pregadores fundamentalistas que "fundiram símbolos nacionais e cristãos para defender a primeira forma crua de cristofascismo do país". Durante a Cruzada Nacionalista Cristã, Smith afirmou que um "caráter cristão é a base de todo americanismo real". Segundo Hedges, William Dudley Pelley foi outro defensor do cristofascismo.
No final da década de 1950, os adeptos dessas filosofias fundaram a John Birch Society, cujas posições políticas e retórica influenciaram muito os dominionistas modernos. Outra organização cristofascista seria a "Posse Comitatus", fundada por antigos seguidores de Pelley e Smith. Na década de 1980, foram fundados o "Council for National Policy" e a "Moral Majority". Na década de 1990, o Movimento Patriota e o Movimento de milícias nos Estados Unidos foram importantes vertentes do cristofascismo.
O cristofascismo teria incentivado a violência antiaborto, incluindo os atentados de Atlanta e de Birmingham cometidos por Eric Robert Rudolph e o assassinato de George Tiller em 2009.